# Coronel (HSK 10)
La Coronel era un incrociatore ausiliario della Kriegsmarine che trovò impiego come nave corsara durante la seconda guerra mondiale. Conosciuta anche come HSK 10 (Hilfskreuzer 10 - incrociatore ausiliario 10),  "Schiff 14" e col nome in codice K, era originariamente una nave da carico, col nome di Togo, e venne costruita dalla Bremer Vulkan.
Varata nell'agosto del 1938 come nave mercantile Togo per la linea Woermann. Era la gemella dell'altra motonave Kamerun.
Dopo lo scoppio della seconda guerra mondiale, la nave Togo riusciva a forzare il blocco marittimo britannico e a raggiungere il porto di Amburgo, dove veniva rilevata dalla Kriegsmarine nell'autunno del 1939.
Così il Togo veniva riconvertito e il 14 agosto 1940 veniva impiegato come Minen-schiff o nave posamine.
In seguito, nel mese di dicembre del 1942, il Togo veniva nuovamente riconvertito in Hilfskreuzer e col numero 10 cambiava il nome in Coronel-schiff 14.
Poi, il 16 ottobre 1943, veniva di nuovo riconvertito in Nachtjagdleitschiff (NJLS)-Togo, ovvero in nave guida per la caccia notturna, non prima di essere stata impiegata come:
- Sperrbrecher o dragamine;
- Schwerer Hilfskreuzer o incrociatore ausiliaro pesante;
- Handelsstörkreuzer o incrociatore per il disturbo del traffico mercantile.

Come NJLS opererà sotto il controllo della Luftwaffe in varie parti del mar Baltico.
Poi veniva posto nello stretto del Kattegat per eliminare il buco creatosi nella rete dei radar tedeschi di allerta.
Suoi comandanti furono:
- Fregattenkapitän Capitano di fregata Betzendahl, dall'agosto 1940 all'aprile 1942;
- Kapitän zur See Capitano di vascello Thienemann, dall'aprile del 1942 al marzo del 1943;
- Korvettenkapitän Capitano di corvetta Lueck, dall'ottobre del 1943 all'agosto del 1945.